# Успение Богородично (Палюрия)
Вижте пояснителната страница за други значения на Успение Богородично.
„Успение Богородично“ (на гръцки: Κοιμήσεως Θεοτόκου) е възрожденска православна църква в гревенското село Палюрия, Егейска Македония, Гърция, част от Гревенската епархия на Вселенската патриаршия.
Храмът е разположен в Долната махала на селото – Σμηάτζι Κατωχώρι. Храмът е построен в 1750 година. В същия период отчасти е изписана и вътрешността – апсидата и части от стените на наоса. Ценните стенописи са дело на неизвестен зограф. В храма са запазени икони дело на самаринските жудожници Симо и Йоан. В средната зона на иконостаса, над царските двери има надпис:
| „ | Ανηστορήθη ούτος ο ιερός Τέμπλος κε ανηγέρθη δια συνδρομής κε εξόδου Αθανασίου ιερέως κε κώστα ιερέως κε ιερομόναχοι Αργίρι κε ζίσις έτος 1757 Φεβρουαρίου 26 Направи се този свещен иконостас с помощта на Атанасий свещеник и Коста свещеник и йеромонасите Аргир и Зиси в годината 1757 февруари 26 | “ |

В левия ъгъл над северната врата има сходен надпис:
| „ | 1757. Ανηστορήθη ούτος ο τέμπλος της υπεραγίας Θεοτόκου κε αειπαρθένου Μαρίας δια συνδρομής κε εξόδου Κώστα ιερέος. Αθανασίου ιερέος,ιερομονάχοι κε επίλιπι χόρα όλι | “ |

В 1995 година храмът пострадва силно от Гревенското земетресение, след което е възстановен.
Иконата на Света Богородица (1862), подписана „ιστορήθη αύτη ι εικών διά χειρός Σίμου κε Ιωάννου σαμαριναίου“ е дело на Йоан Самарински и брат му Симо.